# Mount Vernon (Virginia)
Mount Vernon is een plaats (census-designated place) in de Amerikaanse staat Virginia. Het valt bestuurlijk onder Fairfax County.

## Bezienswaardigheden
Mount Vernon is vooral bekend om het museum op het voormalige landgoed van George Washington. Hier wordt een beeld gegeven van het leven van de eerste president van de Verenigde Staten.

## Demografie
Bij de volkstelling in 2000 werd het aantal inwoners vastgesteld op 28.582.

## Geografie
Volgens het United States Census Bureau beslaat de plaats een oppervlakte van
21,8 km², waarvan 19,7 km² land en 2,1 km² water. Mount Vernon ligt op ongeveer 30 m boven zeeniveau.

## Plaatsen in de nabije omgeving
De onderstaande figuur toont nabijgelegen plaatsen in een straal van 8 km rond Mount Vernon.